# All-Ireland Senior Football Championship 1929
L'All-Ireland Senior Football Championship 1929 fu l'edizione numero 43 del principale torneo di calcio gaelico irlandese. Kerry batté in finale Kildare ottenendo l'ottavo trionfo della sua storia.

## Semifinali
| Roscommon 18 agosto 1929 | Kerry | 3-08 – 1-01 | Mayo |  |

| Dublino 25 agosto 1929 | Monaghan | 0-09 – 0-01 | Kildare | Croke Park |

### Finale
| Dublino 22 settembre 1929 | Kerry | 1-08 – 1-05 | Kildare | Croke Park (43839 spett.) |